# Victor Suciu
Victor Suciu (Mezőszengyel, 1941. május 8. – Marosvásárhely, 2007. január 18.) román közgazdász, Marosvásárhely utolsó kinevezett polgármestere, városi és megyei tanácsos, szélsőséges nacionalista szervezetek alapító tagja.

## Életpályája
Mezőszengyelen született 1941-ben, elemi iskolai tanulmányait Idecspatakon végezte, majd családjával Marosvásárhelyre költözött, ahol 1957-ig a Papiu (akkori nevén 1-es számú) líceumba járt. Kolozsváron 1961-ben építőipari, majd a jászvásári Al. I. Cuza Egyetemen 1967-ben közgazdász diplomát szerzett. 1970 és 1993 között a marosvásárhelyi IMATEX könnyűipari gépgyárnál, 1996 és 2000 között az Azomureș vegyipari kombinátnál dolgozott közgazdászként.
Az 1989-es forradalom után különféle politikai tisztségeket is vállalt Maros megyében: 1990–1992 között Marosvásárhely polgármestere, 1992–1996 között városi, 1996–2007 között megyei önkormányzati képviselő. Polgármesteri és tanácsosi szolgálata idején előmozdította a román kultúrát: a Városházát a Brâncoveanu-stílus ihlette új román stílusban átépíttette, a központban elhelyeztette a capitoliumi farkas és Emil Dandea szobrait. Emil Dandea korábbi román polgármester tisztelője volt, közreműködött egy Dandeáról szóló könyv szerkesztésében, megszervezte a Dandea-szobor avatási ünnepségét.
Halála után díszpolgári címre jelölték, de a tanácsosok nem szavazták meg a javaslatot.

### Politikai pályafutása
1990 elején alapító tagja volt a soviniszta, magyarellenes Vatra Românească szervezetnek és az agresszíven nacionalista Román Nemzeti Egység Pártnak (PUNR).
1990 augusztusában Marosvásárhely polgármesterének nevezték ki a fél évig szolgáló Orbán Dezső után; ő volt a város utolsó kinevezett polgármestere (a forradalom utáni első demokratikus helyhatósági választásokat csak 1992-ben tartották; addig a bukaresti Nemzeti Megmentési Front nevezte ki a polgármestereket). Az 1992-es polgármester-választáson jelöltként indult. A választás arról volt emlékezetes, hogy az akkor még kisebbségben levő románok mindent megpróbáltak, hogy ellehetetlenítsék a magyar jelöltek állítását: Káli István RMDSZ-jelöltet azzal a váddal töröltették a választási listáról, hogy 1990-ben „sztrájkot szervezett a kenyérgyárban, hogy a román lakosok ne jussanak kenyérhez”, Pokorny László független jelölt pedig az ellene indított heves támadássorozat miatt mondott le. A választást végül Nagy Győző nyerte meg, aki 1996-ig tisztségben is maradt.
1992–1996 között Suciu városi, 1996–2007 között megyei tanácsos volt a PUNR (majd a PUNR-t bekebelező Partidul Conservator) színeiben.